# Роберт Раушенберг
Роберт Раушенберг (англ. Robert Milton Ernest Rauschenberg, 22 жовтня 1925, Порт-Артур, Техас — 12 травня 2008, острів Каптіва Флорида) — американський художник, представник абстрактного експресіонізму, а потім концептуального мистецтва і поп-арту. У своїх роботах тяжів до техніки колажу та редімейду. Запропонував використовувати сміття як матеріал для інсталяцій.

## Біографія
Роберт Раушенберг — онук німецького іммігранта та індіанки з племені черокі. Ім'я при народженні — Мілтон Ернест Раушенберг. Поміняв ім'я на Роберт дорослим.
Вчився в Художньому інституті в Канзас-Сіті, потім в Академії Жуліана в Парижі і в відомому коледжі Блек-Маунтін в Північній Кароліні. У 1949 Раушенберг переїхав до Нью-Йорку. З 1949 до 1952 навчався у Лізі студентів мистецтва Нью-Йорку (англ. Art Students League of New York). У 1958 була організована його персональна виставка в галереї Кастеллі, завдяки якій він став відомим.

## Особисте життя
Роберт Раушенберга був геєм. 1950 року він одружився на художниці Сьюзен Вейл, від якої через рік у нього народився син Крістофер. Вони розлучилися 1953 року, після того як обидва зрозуміли, що Раушенберга приваблюють чоловіки.
Згодом Раушенберг мав роман з художником Саєм Твомблі, з яким вони разом подорожували. 1956 року, він розпочав шестирічні стосунки з своїм сусідом з Нью-Йорка, абстрактним експресіоністом Джаспером Джонсом.

## Творчість

Riding Bikes, Берлін, 1998

На початку 50-х років Роберт Раушенберг пройшов через стадії створення живописних робіт та «комбінованого живопису»:
- «Білий живопис» (у яких на білому фоні зображені тільки чорні цифри і деякі фігуративні символи)
- «Чорний живопис» (на полотно наклеювалися обривки зім'ятих газет, і все це покривалося чорною емаллю)
- «Червоний живопис» (абстрактні живописні полотна в червоних тонах частково з наклейками з газет, іржавих цвяхів, фотографій, шпагату і т. ін.).

Перша інсталяція Раушенберга — «Одаліска»: поєднання подушки і опудала курки. Ключовими роботами Раушенберга були колажі «Ліжко» (1955) і «Монограма» (1955–1959). Перша з них була справжнім ліжком Раушенберга, забризканим фарбою і поставленим як картина вертикально; другий колаж був прикрашений опудалом ангорської кози з тулубом, протягнутим всередину автомобільної шини.
В кінці 50-х рр. Раушенберг освоїв техніку фроттажа (натирання) для перенесення фотографій і малюнків на папір і інші поверхні, яка дала багатші можливості ніж техніка колажу.
З 1962 р. почав використовувати шовкографію.
У пізні 60-і та 70-і роки Раушенберг був залучений в сферу перформансу, хепенінгів та інших театралізованих акцій.

## Визнання
1964 — Гран Прі на 32 Венеційській бієнале.
Премія Греммі за оформлення альбому Speaking in Tongues групи Talking Heads.